# Петранков, Евгений Петрович
Евгений Петрович Петранков (1925 — май 1943) — юный герой-пионер Великой Отечественной войны, партизан, после пыток казнён немцами в мае 1943 года.  

## Биография
Родился в 1925 году в городе Добруше, ныне Гомельской области Беларуси. До начала войны завершил обучение в восьмом классе Добрушской средней школы № 1. Вступил в ВЛКСМ.
В августе 1941, когда территория Гомельской области была оккупирована немецко-фашистскими войсками, принял решение идти на восток. Добровольно вступил в ряды Красной Армии. Принимал участие в оборонительных боях. Получил ранение и контузию. В бессознательном состоянии был пленён. Организовал побег, после которого добрался до родного города Добруша.
В октябре 1941 года присоединился к подпольщикам и активно стал участвовать в антифашистской борьбе. Участник Добрушского коммунистического подполья в годы Великой Отечественной войны.  
Вместе с другими бойцами Добрушского подполья стал распространять листовки, сводки Совинформбюро. Собирал боеприпасы и брошенное оружие для партизан. Постоянно принимал участие в организации диверсий против немцев на железных и шоссейных дорогах. В июле 1942 проявил инициативу и стал выплавлять тол из снарядов, изготавливал самодельные мины для диверсий. 
В апреле 1943 года был схвачен солдатами гестапо. Помещён в застенки Гомельской тюрьмы. Ежедневно подвергался пыткам, позже казнён.

## Награды
- Медаль За отвагу

## Память
- Его именем названа одна из улиц в родном городе Добруш[2] (Улица Жени Петранкова).
- В советское время пионерский отряд Добрушской средней школы № 1 носил его имя.
- Архивные материалы о нём хранятся в Гомельском областном краеведческом музее.
- В журнале "Вожатый" в 1944 году вышел художественный рассказ о поступке и гибели пионера Жени Петранкова.